# فرودگاه منطقه‌ای وولینگ گرین–وارن
فرودگاه منطقه‌ای وولینگ گرین-وارن (به انگلیسی: Bowling Green-Warren County Regional Airport) یک فرودگاه همگانی بهره‌برداری هوایی با کد یاتا BWG است که یک باند فرود آسفالت دارد و طول باند آن ۱۹۸۱ متر است. این فرودگاه در شهر بوولینگ گرین، کنتاکی کشور ایالات متحده آمریکا قرار دارد و در ارتفاع ۱۶۷ متری از سطح دریا واقع شده‌است.